# Albert von Mühlenfels
Albert von Mühlenfels (* 2. August 1895 in Santiago de Chile; † 12. April 1977 in Überlingen) war ein deutscher Wirtschaftswissenschaftler.

## Leben
Seine Eltern waren Hedwig Rathgeber, Schriftstellerin, und der Instruktionsoffizier beim Generalstab in Chile, Ewald von Mühlenfels. Nach der Promotion zum Dr. phil. in Rostock am 17. Februar 1922 war er von 1936 bis 1946 Professor für Volkswirtschaftslehre und von 1951 bis 1958 Professor für Volkswirtschaftslehre und Sozialpolitik in Hamburg. März 1933 war er der NSDAP beigetreten. Albert von Mühlenfels war zweimal verheiratet und hat keine Nachfahren. Paul von Mühlenfels ist ein entfernter Verwandter aus dem gleichen Adelsgeschlecht.

## Schriften (Auswahl)
- Steuerkraft und Wohlstandsindex. Ein Beitrag zur Kritik des Dawes-Planes. Leipzig 1927, OCLC 934050466.
- Das Tributproblem und seine Lösung. Berlin 1931, OCLC 781874428.
- Krisis der Zahlungsbilanzen. St. Gallen 1932, OCLC 715609246.
- Zur Kritik der Freigeldwährung. St. Gallen 1933, OCLC 44476062.